# NGC 1084
NGC 1084 ist eine Spiralgalaxie vom Typ Sc im Sternbild Eridanus, die etwa 62 Millionen Lichtjahre von der Milchstraße entfernt. Sie hat einen Durchmesser von rund 50.000 Lichtjahren, eine geschätzte Gesamtmasse von 50 Milliarden Sonnenmassen und  rotiert mit einer maximalen Geschwindigkeit von 170 Kilometern pro Sekunde. 
Die Galaxie zeichnet sich durch eine hohe Sternentstehungsrate aus, die sich über ihre gesamten Spiralarme erstreckt. Als wahrscheinlichste Ursache wird eine nicht lange zurückliegende Verschmelzung mit einer Zwerggalaxie angenommen. Infolge der verstärkten Bildung massereicher Sterne treten Supernovae in NGC 1084 ungewöhnlich häufig auf: Innerhalb von nur 50 Jahren wurden in dieser Galaxie gleich fünf Supernova-Explosionen beobachtet, welche die systematischen Bezeichnungen 1963P, 1996an, 1998dl, 2009H und 2012ec tragen, wobei die ersten vier Ziffern jeweils das Jahr angeben.
Die Galaxie wurde am 10. Januar 1785 von William Herschel entdeckt.

## NGC 1084-Gruppe (LGG 71)
| Galaxie   | Alternativname | Entfernung/Mio. Lj |
| --------- | -------------- | ------------------ |
| NGC 988   | PGC 9843       | 67                 |
| NGC 991   | PGC 9846       | 68                 |
| NGC 1022  | PGC 10010      | 65                 |
| NGC 1084  | PGC 10464      | 62                 |
| NGC 1035  | PGC 10065      | 55                 |
| NGC 1042  | PGC 10122      | 61                 |
| NGC 1047  | PGC 10132      | 59                 |
| NGC 1051  | PGC 10172      | 57                 |
| NGC 1052  | PGC 10175      | 67                 |
| NGC 1110  | PGC 10673      | 59                 |
| NGC 1140  | PGC 10966      | 66                 |
| PGC 10128 | MCG -1-7-31    | 59                 |
| PGC 10334 | MCG -1-8-1     | 63                 |
| PGC 9774  |                | 63                 |